# Wim Duisenberg
Willem Frederik Duisenberg (prononcé en néerlandais : [ˈʋɪləɱ ˈfreːdərɪk ˈdœysə(m)bɛr(ə)x]), dit Wim Duisenberg ([ʋɪm ˈdœysə(m)bɛr(ə)x] ), né le 9 juillet 1935 à Heerenveen (Pays-Bas) et mort le 31 juillet 2005 à Faucon (France), est un homme politique et banquier néerlandais.
Ministre des Finances de 1973 à 1977, puis président de la Banque des Pays-Bas de 1982 à 1997, il est le premier président de la Banque centrale européenne, de 1998 à 2003. À ce titre, il œuvre à la mise en place de l'euro : Il s'agit ainsi de sa signature que l'on trouve sur les premiers billets en euros mis en circulation. Il est surnommé « le père de l'euro ».

## Biographie

### Économiste politique
Né en province de Frise, dans le nord des Pays-Bas, Wim Duisenberg obtient un doctorat en économie à l'université de Groningue. Il travaille ensuite de 1966 à 1969 comme économiste au Fonds monétaire international (FMI) à Washington, D.C. (États-Unis).

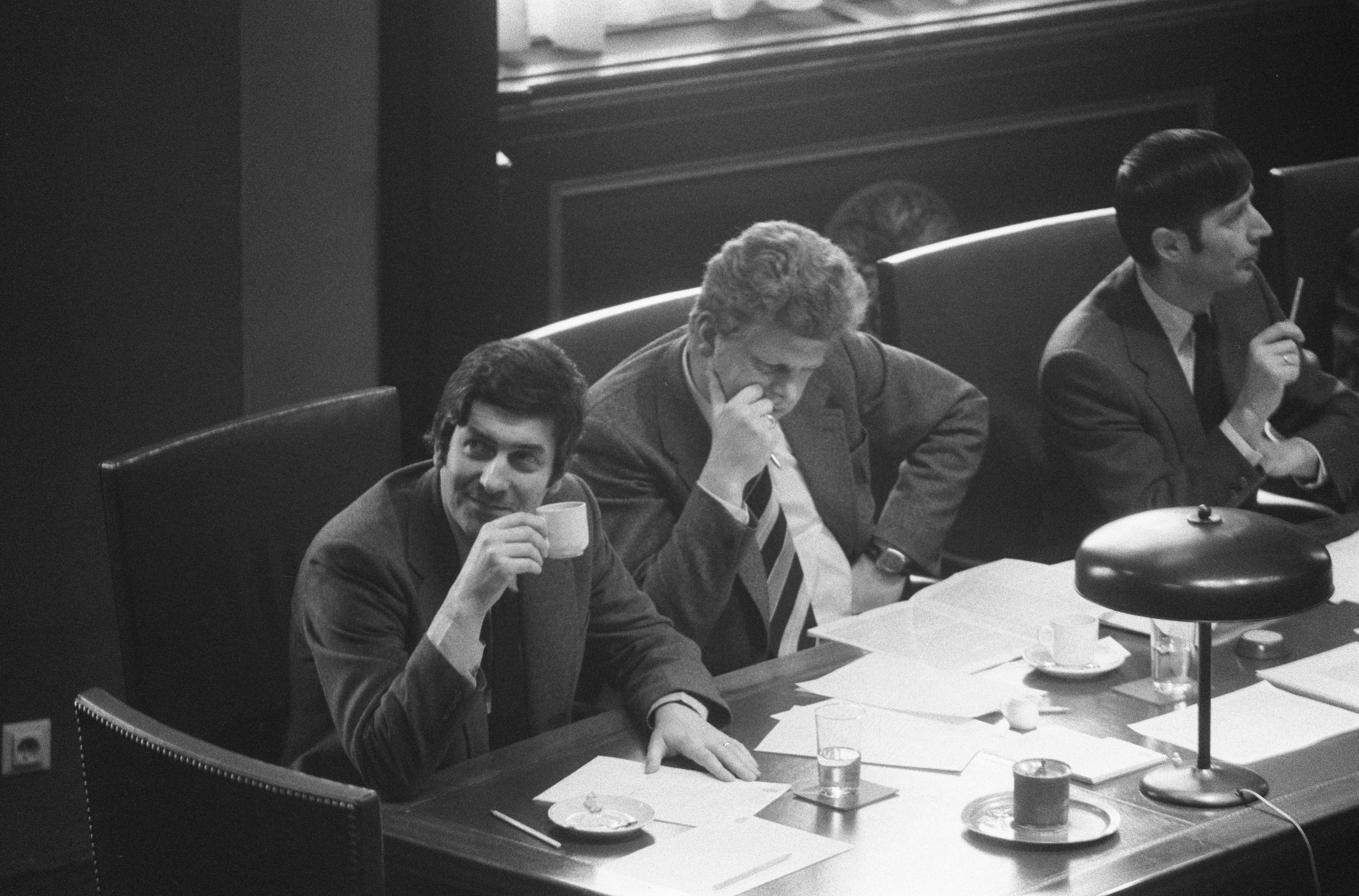
Wim Duisenberg entouré de Ruud Lubbers et de Dries van Agt lors d'un débat sénatorial, en 1974.

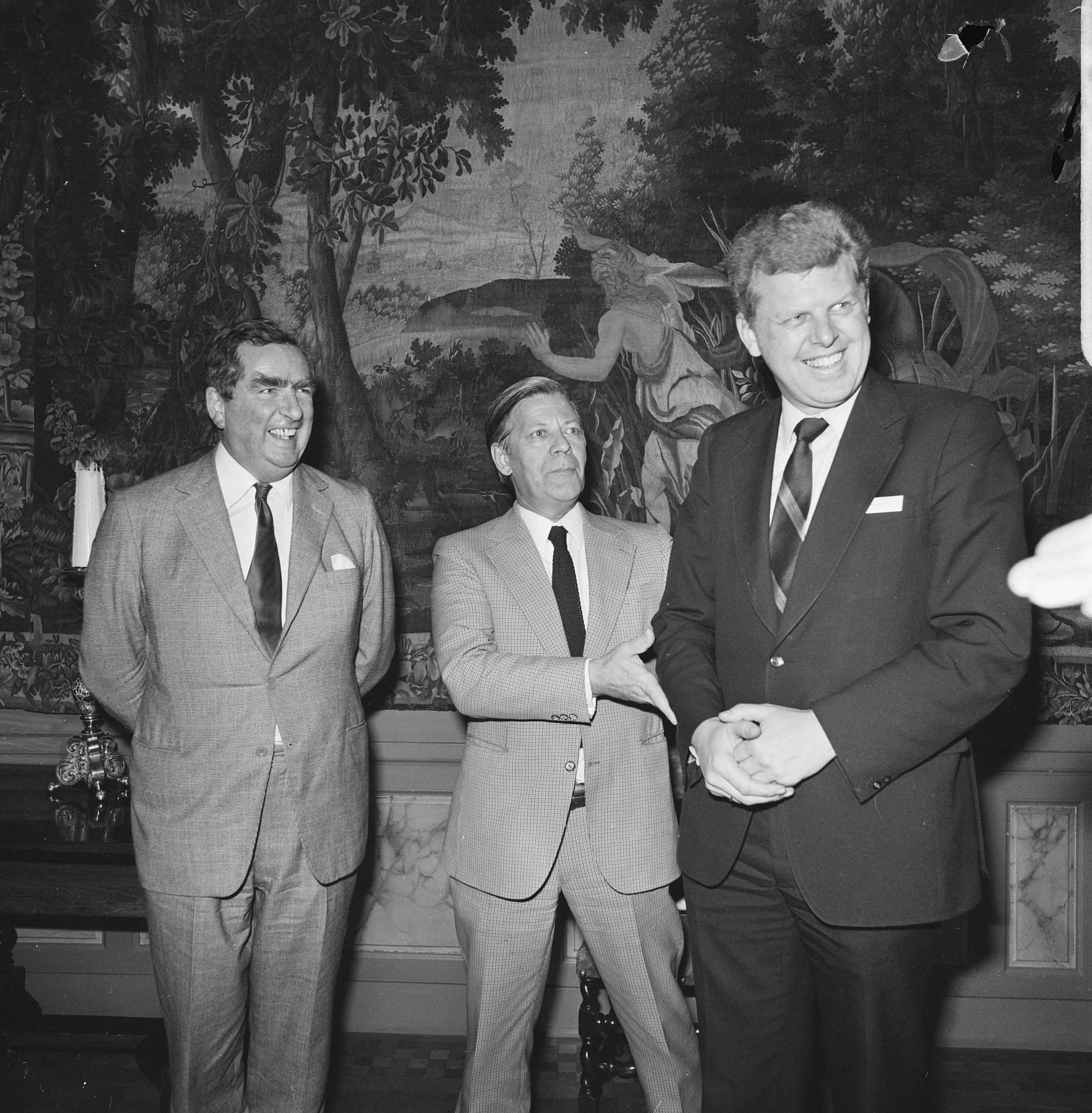
Le Britannique Denis Healey et l'Allemand Helmut Schmidt accueillis à Zeist par Wim Duisenberg, en 1974.

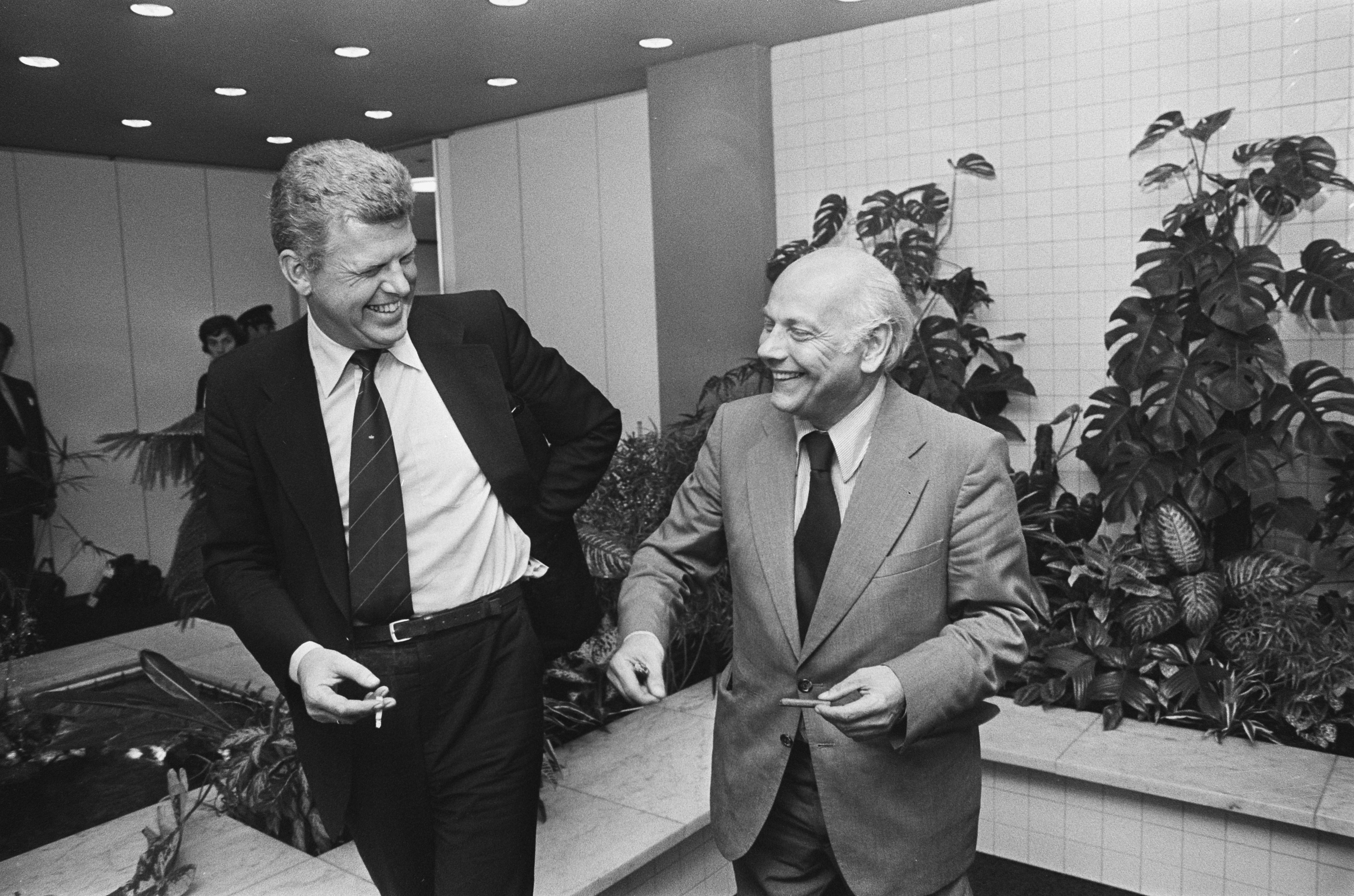
Wim Duisenberg avec le Premier ministre Joop den Uyl, en 1976.

En 1970, il devient professeur de macroéconomie à l'université d'Amsterdam et se spécialise dans l'« inflation importée ». Il quitte ce poste lorsqu'il est nommé en 1973 à la tête du ministère des Finances dans le cabinet du Premier ministre Joop den Uyl, pour le Parti travailliste (PvdA).
À l'occasion des élections législatives de 1977, il est élu représentant à la Seconde Chambre, mais quitte l'assemblée l'année suivante pour devenir vice-président de la Rabobank.

### Banquier central
De 1982 à 1997, comme président de la Banque centrale du royaume des Pays-Bas, successeur de l'ancien Premier ministre et respecté Jelle Zijlstra, il se fait connaître à l'étranger par la promotion d'une politique monétaire rigoureuse et d'un florin fort. Il gagne le surnom de « Monsieur quinze minutes » pour sa réactivité quant aux ajustements découlant des changements de taux de la Banque fédérale d'Allemagne.
Il dirige également les gouverneurs de la Banque des règlements internationaux (BRI) à partir de 1994 et est remplacé à ce poste en 1997 par Fons Verplaetse.
Le 30 juin 1997, il succède au baron belge Alexandre Lamfalussy à la tête de l'Institut monétaire européen, l'embryon de la Banque centrale européenne (BCE), au grand dam des Français qui avaient conclu un accord avec les Allemands : le siège de la BCE à Francfort-sur-le-Main contre un président issu du sérail français. Or la France ne dispose pas de candidat valable disponible. Le gouvernement Jospin (1997-2002) négocie la nomination de son poulain Jean-Claude Trichet pour succéder à Duisenberg dès la moitié du mandat de ce dernier. Du 1er juin 1998 au 1er novembre 2003, Wim Duisenberg est président de la Banque centrale européenne. Le 1er janvier 1999, onze pays décident officiellement de passer à l'euro. Le 30 août 2001, Wim Duisenberg dévoile les sept nouveaux billets de banque de l'euro.
En 2002, Jean-Claude Trichet est poursuivi dans l'affaire du Crédit lyonnais et n'accède au poste qu'en 2003 après qu'il soit blanchi. À cette époque, Wim Duisenberg refuse officiellement de céder la place tant que Trichet est cité en justice : « Le travail dure huit ans. J'ai maintenant 62 ans et j'ai encore beaucoup de temps devant moi ». Lorsque l'affaire est résolue, il démissionne après 5 ans et 5 mois de mandat.

Du lancement de la monnaie européenne à la fin du mandat de Duisenberg, le cours de l'euro passe de 1,18 à 0,85 dollar pour remonter à nouveau à 1,18 dollar. Wim Duisenberg déclare le 22 octobre 2003 à l'occasion de la fête donnée pour son départ : 

« Tout compte fait, j'ai eu le privilège de contribuer à écrire l'histoire. Assumer la responsabilité de l'introduction d'une nouvelle monnaie est le rêve de tout banquier central, je pense. Un rêve qui, pour moi, est devenu réalité. Ce rêve ne se serait toutefois jamais réalisé sans votre soutien, votre engagement, votre volonté et vos efforts à tous. Je me sens particulièrement privilégié d’avoir pu travailler avec vous. Vous avez toutes les raisons du monde d’être fiers de ce que vous avez réalisé. »

### Mort
Wim Duisenberg décède le 31 juillet 2005 dans sa résidence de Faucon dans le sud de la France. Il est retrouvé inanimé dans sa piscine. Alertés, les pompiers ne parviennent pas à le réanimer. Il s'agit d'une « mort naturelle due à une noyade suite à un problème cardiaque », indique le procureur de la République de Carpentras Jean-François Sanpieri.
Le bâtiment de l'université de Groningue abritant la faculté d'économie et de gestion est renommée en son honneur après sa mort, tout comme un cursus de l'université d'Amsterdam en partenariat avec l'université libre d'Amsterdam. Un buste dans sa ville natale frisonne de Heerenveen est érigé en son honneur.
Son fils Pieter Duisenberg siège à la Seconde Chambre de 2012 à 2017 pour le Parti populaire pour la liberté et la démocratie (VVD).

## Vues sur l'économie

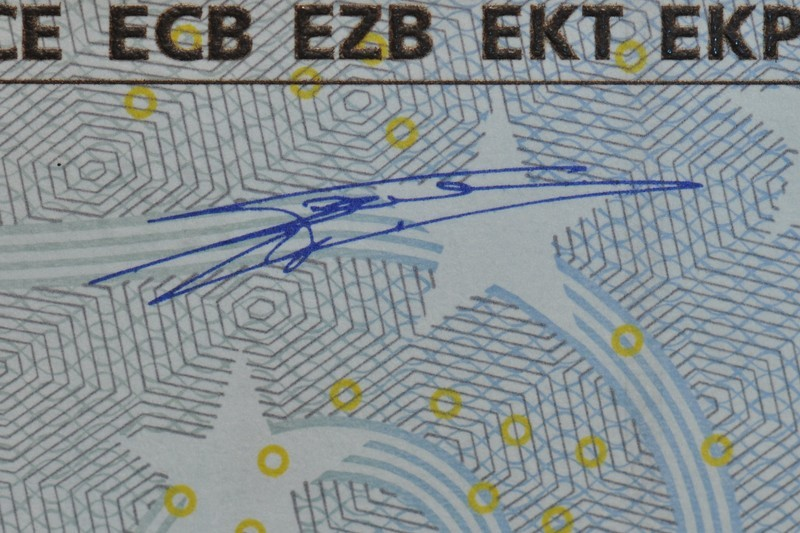
Signature de Wim Duisenberg sur un ancien billet de 5 euros.

Dès les années 1960, il rejette le keynésianisme et son principe fondateur d'arbitrage entre inflation et chômage, considérant que le keynésianisme n'est au fond qu'une réhabilitation de l'inflation comme moyen de favoriser la croissance et de réduire le chômage. Il n'adhère pas non plus aux approches économiques par la dévaluation qui fauche les moyens des ménages selon lui.
Duisenberg est un ancien membre du comité directeur du groupe Bilderberg.

## Prix et honneurs
- Commandeur de l'ordre d'Orange-Nassau
- Commandeur de l'ordre du Lion néerlandais (1997)
- Chevalier de la Légion d'honneur (1998)
- 5e destinataire du prix de la Vision pour l'Europe (1999)
- Doctorat honoris causa en économie de l'université d'Amsterdam (2001)
- Grand-croix, 1re classe de l'ordre du Mérite (2002)[1]
- Chevalier grand-croix de l'ordre du Mérite de la République italienne‎
- Grand-croix de l'ordre d'Isabelle la Catholique (2003)
- Grand-croix de l'ordre de l'Infant Dom Henri (2003)
- Grand-croix d'or de l'ordre du Mérite (2003)